# Kim Philby
Harold Adrian Russell Philby (H.A.R.P.) o "Kim" Philby (Ambala, Raj británico; 1 de enero de 1912-Moscú, RSFSR; 11 de mayo de 1988) fue un miembro de alto rango de la inteligencia británica quien, no obstante, era un marxista convencido y que servía como agente del NKVD soviético y de su sucesor, el KGB.
En 1963 fue finalmente expuesto como un miembro de la red de espionaje conocida como «Los cinco de Cambridge», junto con Donald Maclean, Guy Burgess, Anthony Blunt y John Cairncross. De los cinco, se cree que Philby fue el más brillante, teniendo en cuenta la calidad de la información clasificada que le brindó a la Unión Soviética.
Sus actividades a favor de la URSS solo fueron moderadas por la creciente creencia de Iósif Stalin de que habría sido un «triple agente», es decir, un aparente doble agente que, en definitiva, habría seguido siendo fiel a los servicios de inteligencia británicos.

## Biografía

### Primeros años

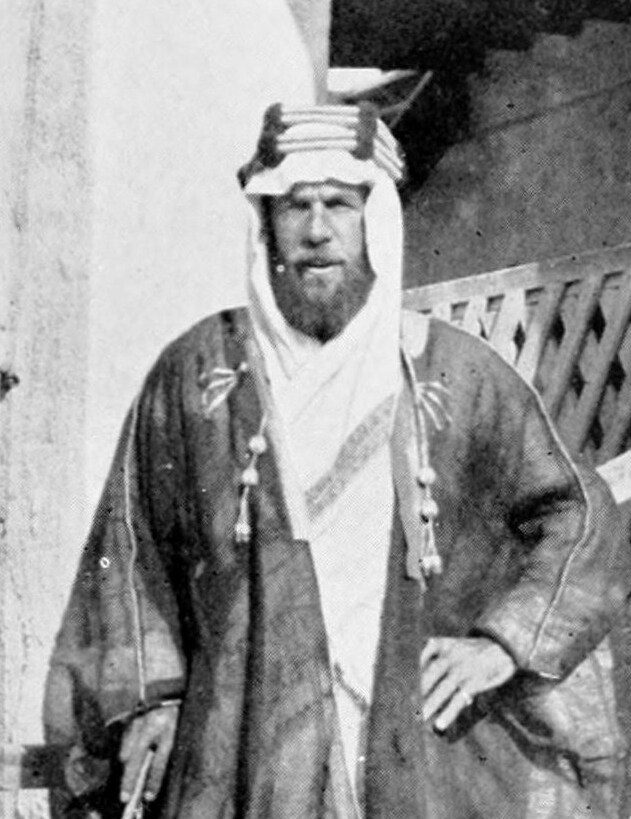
Su padre St John Philby en Riad

Nacido en la localidad de Ambala, en el actual estado de Panyab, India. Kim era hijo de St John Philby, un oficial del Ejército Británico, diplomático, explorador, escritor y orientalista, quien llegaría a convertirse al Islam y a ser asesor del rey Abdelaziz bin Saúd de Arabia Saudita. Se ha llegado a sugerir que su padre, si bien nunca fue un espía, se oponía a la ocupación británica de la India y que, por lo tanto, Kim habría encontrado en él su fuente de inspiración y a su probable mentor. El padre de Kim falleció en 1960.
Sería apodado con ese nombre a partir del protagonista de la novela Kim escrita por Rudyard Kipling, cuyo argumento trataba acerca de un joven niño de la India, de origen irlandés, que actuaba como espía para los británicos durante el siglo XIX.
Fue educado en la escuela preparatoria (secundaria) de Westminster, hasta abandonarla en 1928, a la edad de 16 años. Philby estudió historia y economía en el Trinity College de Cambridge, donde estudió marxismo, al que se adhirió teórica y políticamente.
Philby se orientó a través de Maurice Dobb, uno de sus tutores, sobre cómo participar en el movimiento comunista. Dobb lo derivó a un frente de masas, que a su vez lo puso en contacto con la «clandestina» filial vienesa del Comintern, la Internacional Comunista con sede en Moscú.
Dicho frente de masas era la Federación Internacional para el Alivio a las Víctimas del Fascismo Alemán, con sede en París. Esta Federación era uno de los innumerables frentes operados por el comunista alemán Willi Münzenberg, quien era un activo agente soviético en Occidente.

### Actividades de espionaje
El servicio de la inteligencia soviética —por entonces el OGPU— reclutó a Philby basándose en sus fuertes antecedentes de trabajo en el Comintern.
Sus oficiales «manejadores» incluían a Arnold Deutsch —nombre en código Otto—, Theodore Maly —código Man [hombre]— y Alexander Orlov —código Swede [sueco]—. Todos ellos, a pesar de haber sido izquierdistas, sufrirían durante la Gran Purga estalinista de 1936-1938.
En 1933 Philby fue a la capital austríaca de Viena para ayudar a los refugiados que comenzaban a huir del recién establecido régimen nazi en Alemania. Allí conocería a Litzi Friedman, una comunista de origen judío, con quien se casaría por conveniencia, llevándola a Gran Bretaña para así salvarla de la persecución antisemita que ya comenzaba a vislumbrarse en la propia Austria. No obstante, ese matrimonio no sobreviviría más allá de la guerra civil española (1936-1939).
En 1936, siguiendo órdenes provenientes de Moscú, Philby comenzó a cultivar una personalidad aparentemente fascista, uniéndose a la Liga de Amistad Anglo-Alemana, además de involucrarse en la edición de una revista pro-Hitler.

#### En España
El 3 de febrero de 1937, Philby viajó a la ciudad andaluza de Sevilla —sur de España—, vía Lisboa junto a Litzi —quien, no obstante, se quedaría en Portugal, como un vínculo de comunicación en caso de emergencia, hasta que él llegase a su destino final—. Allí comenzaría a trabajar como periodista independiente —freelance— y como agente soviético, con la misión de informar sobre los arreglos y disposiciones de seguridad del cuartel del general Francisco Franco.
Philby sería arrestado como extranjero sospechoso, mientras asistía a una corrida de toros en la ciudad de Córdoba, pero sencillamente se trataba de una advertencia, aunque de una que lo forzaría a regresar a Sevilla. Afortunadamente, se había librado de su libreta de códigos antes de que la policía o los servicios de inteligencia franquistas pudiesen descubrirla. Después solicitó una nueva libreta, que le fue proporcionada por Guy Burgess durante una reunión que ambos tuvieron poco después en el enclave británico de Gibraltar. Philby pasó su informe sobre el cuartel general de Franco a Burgess, quien a su vez lo enviaría a Londres. Poco tiempo después se le ordenó a Philby regresar a Londres, para encontrarse allí con los agentes Deutsch y Maly.
Se le habría asignado a Philby la misión de asesinar al futuro dictador Franco, pero Maly informó al régimen estalinista de Moscú que, si bien Philby era un agente leal y comprometido, le faltaba el coraje o arrojo necesario para llevar a cabo una misión de tal magnitud, por lo que propuso que siguiese con su carrera bajo la fachada de ser un corresponsal de noticias. Así, el 24 de mayo de 1937 fue asignado como corresponsal especial del periódico The Times ante las fuerzas de Franco, con un por entonces generoso viático de 50 libras esterlinas al mes.
Entre las actividades de espionaje de Philby para los soviéticos se encontraba la de escribir falsas cartas de amor entremezcladas con palabras en código, dirigidas a una ficticia muchacha parisina que supuestamente vivía en el 78 de la rue Grenelle. Años más tarde, Philby se enteraría, para su asombro y furia, de que esa era nada menos que la dirección real de la embajada soviética en París, por lo que había existido una probabilidad relativamente alta de haber sido descubierto o desenmascarado.
En la mañana del 31 de diciembre de 1937, en la localidad de Caudé, cercana a la ciudad española de Teruel explotó una bomba frente al automóvil en el que viajaba Philby junto a los corresponsales Edward J. «Eddie» Neil —de Associated Press—, Bradish Johnson —de la revista Newsweek— y Ernest Sheepshanks —de la agencia Reuters—. Johnson murió en el acto, en tanto que Neil y Sheepshanks fallecerían poco después a causa de las heridas recibidas. No obstante, el afortunado Philby sólo sufriría, oficialmente, una herida menor en la cabeza. Sin embargo, otras fuentes afirman que fue el propio Philby quien activó y dejó en el coche una granada que siempre le acompañaba para deshacerse de sus compañeros puesto que uno de ellos había descubierto su condición de agente soviético.
Los informes de Philby aparentaban ser tan favorables a la causa nacional franquista, que el 2 de marzo de 1938 recibió personalmente la Cruz Roja al Mérito Militar de manos del propio general Franco.

#### Segunda Guerra Mundial
En 1940, Kim Philby, siguiendo el consejo de su amigo Guy Burgess, pidió un puesto vacante en la sección D del SIS —antecesor del MI6, servicio de inteligencia exterior británico—, que había sido establecida en 1938. Seguidamente se encontró con Marjorie Maxse, que formaba parte del personal intermediario de la Oficina de Guerra del Reino Unido. Ella lo evaluó como un candidato adecuado. Unos pocos días después, Philby volvió a encontrarse con Maxse. Esta vez Maxse estaba acompañada por Burgess, que se había ofrecido para verificar su evaluación sobre las aptitudes de Philby. Finalmente, el editor de The Times recibió una llamada telefónica preguntando si Philby estaba disponible para realizar «trabajos de guerra» y fue empleado como oficial de la inteligencia británica. Cuando la Sección D fue absorbida por la Dirección de Operaciones Especiales (Special Operations Executive, SOE) en el verano boreal de 1940 —a la vez que Burgess era despedido por «irreverencia»—, Philby fue nombrado instructor en las artes de la «propaganda negra» en las instalaciones de entrenamiento del SOE en la localidad de Beaulieu, condado inglés de Hampshire.
En septiembre de 1941 —poco después del comienzo de la invasión nazi de la URSS—, Philby empezó a trabajar para la Sección V, la ibérica, a cargo de las operación del SIS en España, Portugal, la propia colonia británica de Gibraltar y África del Norte. Pronto se hizo amigo del jefe de los archivistas de esa división, por lo que ganó un acceso relativamente fácil a los archivos sobre España y Portugal, pudiendo pasar a su agente soviético controlador información sobre las operaciones del SIS contra la URSS.
Entre 1942 y 1943, las responsabilidades de Philby fueron ampliadas al norte de África e Italia, y fue nombrado subjefe de la Sección V por el director de ésta, Felix Cowgill, «en todo lo concerniente a asuntos de inteligencia». A comienzos de 1944, el SIS recreó su Sección IX, su sección antisoviética de preguerra, mejor dicho, del periodo de entreguerras. Cowgill, que había estado a cargo de ella, fue restablecido en su puesto. A fines de 1944 salió a la luz que 'C', sir Stewart Menzies, quería agrandar el mandato de la sección. Al respecto de esa actuación, Philby fue instruido por sus superiores soviéticos de asegurarse de que él llegase a ser la cabeza de esa sección, y finalmente logró socavar la posición de Cowill para lograr su cometido. Como agente encubierto al servicio de la Unión Soviética, Philby había conseguido llevar a cabo algo así como un golpe de Estado.
Durante los dos años que estuvo a cargo de la Sección IX, Philby tuvo acceso a las identidades de los oficiales y agentes británicos, así como a cientos de documentos clasificados del Foreign Office [Ministerio de Asuntos Exteriores británico], la Oficina de Guerra y el Real Almirantazgo.
Todo anduvo muy bien para Philby hasta agosto de 1945, cuando Konstantín Vólkov, entonces agente soviético del NKVD —antecesor del KGB—, decidió desertar a Gran Bretaña, con la promesa de que revelaría los nombres de los agentes del SIS y del Foreign Office que en realidad trabajaban para la Unión Soviética. Cuando ese informe severamente comprometedor llegó al escritorio de Philby, con un poco de suerte y de inteligente maquinación, logró que se le asignase esa misión. Alertó a Moscú sobre el documento entregado por el desertor. Luego Philby voló a Estambul pasando por la capital egipcia de El Cairo. Debido a que el vuelo del avión se estaba demorando a causa de una tormenta, y mientras el embajador británico estaba embarcado en su yate en el estrecho del Bósforo, los soviéticos tuvieron el tiempo suficiente para llevar a Vólkov de regreso a Moscú, someterlo a tortura y ejecutarlo.[cita requerida] Philby, por su parte, regresó a Londres.

#### En Estambul
Después de finalizada la guerra en 1945, Philby fue enviado a la embajada como el jefe de la estación de la inteligencia del MI6, bajo la cubierta ficticia de ser el primer secretario de la embajada británica en Turquía. Mientras estuvo allí, recibiría una visita de Guy Burgess. La inteligencia militar británica contiene una advertencia realizada por Kim Philby al servicio de seguridad, el 9 de julio de 1946, sobre la posibilidad de un ataque a la delegación británica en Beirut. Aquella sería formulada poco antes de un ataque auténtico, pero contra otro objetivo, el Hotel Rey David de Jerusalén.

#### En Washington, D. C.
En 1949, la siguiente y última asignación fue también como primer secretario en la embajada británica en Washington D. C., donde actuó como oficial de enlace entre la embajada del Reino Unido y la recientemente creada (en 1947) Agencia Central de Inteligencia (CIA) estadounidense.
No obstante, su buena suerte pronto se acabaría. Primero se descubrió la identidad del criptónimo Homer, que en realidad se refería a Donald Maclean en las decodificaciones realizadas por el proyecto Venona, un rompecabezas —puzzle— de descifrados debido a que algún que otro agente soviético descuidado había cometido el error de utilizar dos veces la misma libreta de códigos de cifrado.
Por su parte, Guy Burgess se terminó instalando cómodamente en la casa de Philby durante un año aproximadamente, y comenzó a comportarse inapropiada y sospechosamente, por lo que terminó siendo declarado persona non grata. Pronto también lo sería el mismo Philby.
En enero de 1949, el gobierno británico fue informado de que las intercepciones realizadas por el entonces ultrasecreto proyecto Venona mostraban que se habían pasado secretos nucleares a la Unión Soviética entre 1944 y 1945 desde la embajada británica en Washington D. C., por parte de un doble agente de nombre en código «Homer». En 1950 se pidió a Philby que ayudase a rastrear a ese agente. Sabiendo de entrada que «Homer» era en realidad un viejo amigo de la universidad, el segundo secretario Donald Maclean, Philby le advirtió en 1951, lo que llevaría a la deserción de Burgess y del propio Maclean.
Después de la deserción de sus dos amigos, se le pidió que renunciase al SIS, y pasó varios de los años siguientes siendo frecuentemente interrogado por ese servicio de inteligencia británico, también conocido como MI5. Como Philby logró no quebrarse y no confesar, fue momentáneamente liberado de ser el aún no descubierto «tercer hombre» —tras Guy Burgess y Donald Maclean—. El entonces secretario de Relaciones Exteriores —y posterior premier o primer ministro—, Harold Macmillan se encargó personalmente de limpiar la imagen de Philby, al hablar ante la Cámara de los Comunes —House of Commons, cámara baja del Parlamento británico—.
Finalmente, sería readmitido como agente del SIS y asignado a Oriente Medio, más precisamente a la capital libanesa de Beirut, bajo la cobertura de ser el corresponsal de los periódicos británicos The Observer y The Independent.
Siempre bajo el latente peligro de ser delatado por el próximo desertor soviético, Philby se confrontó con nueva evidencia, llevada a él por un viejo amigo dentro del SIS, Nicholas Elliott. A partir de allí rápidamente cayó en la cuenta de que ya no había punto de retorno: o desertaba a la Unión Soviética, o se exponía a una segura y larga sentencia, eventualmente cadena perpetua, en una prisión británica. Finalmente haría lo primero el 23 de enero de 1963, en vísperas de los interrogatorios adicionales a los que sería sometido durante la última semana de ese mes.
Para lograr su cometido se embarcó en Beirut. Registros posteriores revelarían que el buque carguero soviético Dolmátov había realizado una corta escala durante esa fecha y había partido tan rápidamente que su carga había quedado esparcida sobre el muelle.
El agente de la CIA Miles Copeland, un amigo cercano de Kim Philby, describiría cómo Philby, constantemente sospechoso de espiar para los soviéticos, siempre tenía éxito y «se las arreglaba» para evadir hábilmente esas sospechas, por lo menos durante algún tiempo. Una vez Copeland recibió una «lista ultracompleta» de su superior, en un intento por detectar si Philby había cometido algunas acciones sospechosas, de las que se describían en un formulario. Primeramente él objetó la idea de realizar esa tarea detectivesca sobre Philby, a quien consideraba su 'amigo', pero lo haría debido a la presión ejercida por su jefe en tal sentido. Después de que Copeland hubo terminado su extenso y minucioso trabajo de observación, le devolvió la lista a su superior, con el resultado de que Philby no había cometido ningún acto sospechoso, por lo que ninguno de los puntos de la lista estaban marcados con un signo de «visto bueno». Su superior respondió diciendo: «Ajá, ahora eso es interesante, incluso una persona perfectamente normal debería haber hecho algo [al respecto], por lo menos una cosa que es sospechosa de acuerdo a esta lista».
Después de esos dos desastres, el MI6 y la futura CIA en gran medida abandonarían su idea de instalar agentes en el territorio soviético. Philby también fue capaz de comunicarle a Moscú todo lo que esta última sabía sobre las operaciones de los soviéticos. No obstante, Moscú le pidió a Philby que no se preocupase por salvar a espías que ya habían cumplido con su propósito —pues la seguridad de estos no caía sobre su responsabilidad—. Sin embargo, él de todos modos «se sentaría» sobre los informes que, de otra forma, habrían contribuido a revelar los nombres de agentes soviéticos que actuaban en Occidente.
En octubre de 1949 Philby llegó a Washington como oficial de enlace británico del MI6 ante el por entonces recientemente creado nuevo organismo de la inteligencia estadounidense, derivado del Acta de Seguridad Nacional de 1947, que daría nacimiento a la Agencia Central de Inteligencia (CIA). Debido a su nuevo puesto, Philby recibía material soviético decodificado proveniente del proyecto Venona, el cual que los Estados Unidos comenzaron a compartir con el Reino Unido, pero él no sabía cual era la fuente de esa información, ya que en esos tiempos Venona era uno de los secretos más confidenciales.
Compartía una casa en Washington D. C. con un viejo amigo de sus días en Cambridge, el diplomático británico, oficial de inteligencia y también agente de penetración soviético Guy Burgess.
Ambas agencias intentaron forzar una revolución en la pequeña y periférica Albania del dictador estalinista Enver Hoxha. El exiliado rey Zog les había ofrecido sus tropas y otros voluntarios. No obstante, durante tres años, cada desembarco que se intentaba realizar en Albania se enfrentaría con emboscadas del ejército local —los albaneses sabían el código radial de emergencia—. Se cree que el MI6 sólo tuvo dos grandes fracasos en su historia, y este frustrado intento en Albania es uno de ellos.
Se cree que Philby pasó a Moscú información sobre el por entonces pequeño arsenal de armas atómicas estadounidenses y la —en esos tiempos severamente limitada— capacidad de producir nuevas bombas nucleares, ya que se trataba de dispositivos que todavía eran más «artesanales» que «industriales». Basándose en parte en esa información, Stalin habría dado el «visto bueno» al comienzo del bloqueo de Berlín —occidental— en 1948, que, no obstante, sería roto por puente aéreo anglo-estadounidense. Asimismo, el dictador soviético se sintió lo suficientemente seguro como para proporcionarle al régimen comunista norcoreano de Kim Il-sung una gran cantidad de armamento ofensivo, que básicamente iría destinada al Ejército y a la Fuerza Aérea de Corea del Norte.
Cuando Maclean fue finalmente identificado en abril de 1951, la vigilancia comenzó a obtener evidencia independiente del proyecto Venona, ya que las agencias de inteligencia británica y estadounidense estaban muy interesadas y comprometidas en no revelar la existencia de esta última.
Maclean desertaría a Moscú junto a Guy Burgess tan sólo un mes después, en mayo de 1951. Philby pronto pasaría a ser sospechoso de haber sido el «tercer hombre» que los había delatado. James Jesus Angleton ya había sospechado de Philby antes, cuando lo había escuchado imprudentemente decir, después de haber sido condecorado con la OBE (Order of the British Empire) en 1946, que «A este país le vendría bien una rígida dosis de socialismo en serio» [«This country could do with a stiff dose of proper Socialism»]. Así fue que el director general de la CIA, Bedell Smith, llegó a enviar un ultimátum a los británicos, en el sentido de que o Philby era efectivamente despedido o los Estados Unidos se verían obligados a terminar con su relación cooperativa de inteligencia. También dejó en claro a sir Stewart Menzies que el —según él— poco confiable Philby ya no era aceptable como oficial de enlace entre el SIS británico y la CIA estadounidense, y que asimismo debería forzosamente abandonar el territorio de los Estados Unidos.
Philby fue llamado de nuevo a Londres en junio de 1951 por Menzies, donde mintió al haber negado conocer a Donald Maclean y alegó haber sido «completamente engañado» por Guy Burgess. Sus entrevistadores no se inmutaron y Philby se sentía naturalmente incómodo ante la perspectiva de ser interrogado, en el marco de la investigación sobre la huida conjunta de Burgess y de Donald Maclean. Sin embargo, durante los subsiguientes interrogatorios, Philby defendió sus pasadas acciones, afirmando que había actuado como agente doble con el efectivo permiso del SIS y que efectivamente había recibido permiso para acercarse a los soviéticos y fingir que deseaba trabajar para ellos. Después de ese interrogatorio Philby fue oficialmente desvinculado del SIS, pero continuó siendo empleado de aquel, realizando «tareas de inteligencia secundarias», por ejemplo, recibiría una asignación en la isla de Chipre, así como también en algunos otros lugares.
El salario de Philby fue incluso momentáneamente retenido hasta que finalizase una investigación interna, que, no obstante, falló en demostrar que él efectivamente trabajaba para el NKVD soviético.
El 25 de octubre de 1955, contra todas las expectativas. Kim fue «limpiado» por el entonces secretario de Relaciones Exteriores —y posterior primer ministro— Harold Macmillan en una demasiado prematura comparecencia que brindó ante la Cámara de los Comunes: «Mientras [se encontraba] en el servicio público él [Philby] siempre llevó a cabo sus tareas competente y conscientemente, y yo no tengo razón para concluir que en algún momento traicionase los intereses de su país, o que se lo pueda identificar como el así llamado tercer hombre, si es que es que en realidad hubo uno».

#### Beirut
Así en 1956 el todavía afortunado Philby fue empleado nuevamente por el MI6 como «informante de pago», y supuestamente estuvo involucrado en la Operación Musketeer [Mosquetero], plan conjunto desarrollado entre británicos, franceses e israelíes, para atacar Egipto y deponer a su líder de entonces, Gamal Abdel Nasser.
Más se sabe de su rol como supuesto corresponsal en Oriente Medio para el periódico británico The Economist, lo que finalmente lo llevaría a ser expuesto como agente al servicio de la Unión Soviética. Hacia fines de 1962, una mujer judeo-británica, la señora Flora Solomon, estaba asistiendo a una fiesta en Tel-Aviv, Israel, y comentó que Philby, un aparente periodista que estaba instalado en Beirut, desplegaba demasiada simpatía hacia los árabes en sus artículos —los soviéticos apoyaban a los países y regímenes árabes, por las coincidencias ideológicas y programáticas que tenían con esos países contrarrestando así el apoyo brindado por Estados Unidos al Estado hebreo—. Ella diría que los soviéticos eran los manipuladores de Philby y que sabía que él siempre había trabajado para ellos. El comentario fue oído por otro concurrente a esa fiesta y así llegaría a las oficinas del MI5 en Londres, por lo que el agente Victor Rothschild fue enviado para entrevistar a esa mujer. No obstante, la señora Solomon declaró que ella nunca testificaría contra Philby, pero admitió que él le había dicho que era un espía, e incluso había tratado de reclutarla para la causa comunista. Aunque el MI5 y el MI6 no pudieron ponerse inmediatamente de acuerdo sobre cómo tratar el asunto de Philby, finalmente acordaron que un viejo amigo personal de Philby durante sus tempranos días en el MI6, Nicolás Elliott, sería enviado a Beirut para confrontarlo con esa nueva comprometedora información.
Por esos tiempos ya algunos sospechaban y alegaban que existía un "topo de alto nivel" en el MI5 durante ese tiempo, ya que parecía existir una constante y relativamente evidente fuga de información.
Nunca quedó claro si Philby estaba al tanto del desarrollo que habían tomado los acontecimientos a partir de los reveladores comentarios de la señora Solomon, o si él sabía acerca del desertor Anatoly Golitsyn (que llevó al arresto, posterior escape de prisión y final deserción a Moscú del agente del MI6 George Blake, que en realidad trabajaba para el régimen soviético). No obstante, existe evidencia de que durante los últimos meses de 1962 Philby comenzó a beber alcohol en exceso, por lo que su comportamiento se volvió cada vez más peligrosamente errático.
También Philby pudo haber sido advertido de los problemas que se le avecinaban por parte de Yuri Modin, un manipulador soviético que había prestados servicios en la embajada de la URSS en Londres, cuando el británico viajó a Beirut en septiembre de 1962. Modin había sido el controlador del grupo de espías denominado Cambridge five, Los cinco de Cambridge, al que Philby había pertenecido durante buena parte de su juventud.
Se informó de que la primera cosa que Philby le dijo a Elliot al reunirse con él fue que estaba «medio esperando» [half expecting] verlo. Varias fuentes afirman que él confesó inmediatamente cuando fue confrontado con la nueva evidencia mientras que otros, incluyendo al propio Philby, mantuvieron que él continuaba minimizando las acusaciones que pesaban sobre él. Aunque se programó un interrogatorio adicional para la última semana de enero de 1963, Philby sencillamente se desvaneció el 23 de enero.
Informes posteriores revelarían que el Dolmátova, un buque carguero soviético, que estaba haciendo una escala en el puerto de Beirut en esa fecha, partió tan rápidamente que parte de su carga quedó desparramada por el muelle.

### Reaparición en Moscú
Kim Philby terminó reapareciendo finalmente en Moscú, y pronto descubrió que ya no era un coronel dentro del KGB, sino tan sólo el agente «Tom». Hacía 10 años de la última vez que había entrado en el cuartel central del organismo de seguridad del régimen soviético.
Allí sufrió varios serios brotes de alcoholismo. En Moscú sedujo a la esposa estadounidense de Donald Maclean, Melinda, y abandonó por ella a su propia esposa, Eleanor. Esta última, por su parte, terminaría abandonando la Unión Soviética en 1965.
Según la información contenida en el archivo Mitrojin, la cabeza del contraespionaje soviético por aquel entonces, Oleg Kalugin, se encontró con Philby en 1972 y, según lo describió después, el británico estaba hecho «un despojo de hombre». Su figura encorvada rebotaba contra las paredes mientras caminaba, como si hiciese carambola. Apestando a vodka, murmuraba algo ininteligible, en un ruso indistinguible.
Durante los años siguientes, Kalugin y los «jóvenes turcos» del Directorio de Inteligencia Exterior terminaron por rehabilitar a Philby, aprovechando su experiencia para desarrollar «medidas activas» de espionaje y para dictar seminarios a jóvenes agentes soviéticos que estuviesen a punto de partir hacia Reino Unido, Australia o Irlanda.
En 1972 se casó con una mujer soviética de nombre Rufina Ivánovna Pújova, que era 20 años menor que él y que lo acompañaría hasta su muerte, a la edad de 76 años, en 1988.
Las cenizas de Philby reposan en el cementerio moscovita de Kúntsevo, reservado a Héroes de la Unión Soviética, cerca de donde está enterrado Ramón Mercader, asesino de León Trotski. 
La autobiografía de Philby, llamada My silent war [Mi guerra silenciosa] fue publicada en Occidente en 1968.
Sólo póstumamente recibiría los elogios y la apreciación que no había tenido en vida, siendo aclamado como héroe y recibiendo numerosas medallas póstumas de parte del agradecido régimen soviético.
Philby era un amigo cercano del conocido novelista Graham Greene, quien aparentemente habría incluso abandonado el MI6 con tal de no verse involucrado en la exposición o desenmascaramiento de aquel. El biógrafo de Greene Norman Sherry, habría de decir esto al respecto:

Quizás Greene, siempre [tan] intuitivo, renunció porque sospechaba que Philby era un agente de penetración ruso [soviético]. Si Greene hubiese sospechado de Philby, esa hubiese sido la clase de cosa que lo habría catapultado a salir del servicio [de inteligencia], más que compartir sus sospechas con las autoridades.

## Vida privada
En 1933, durante una visita a Viena, Philby conoció a Alice «Litzi» Friedman, una comunista austríaca de origen judeo-húngaro que era la hija de un funcionario gubernamental. Se casaron en febrero de 1934, en parte para que ella pudiese salir fácilmente hacia Reino Unido.
En 1941 comenzó a vivir en Londres junto a Aileen Furse, hija del capitán de la Real Artillería Montada George Furse. Fruto de su relación sentimental tendrían un niño, aun cuando él todavía estaba formalmente casado con Litzi.
En diciembre de 1946, tan sólo una semana después de finalizado el trámite de su divorcio, se casó con Aileen. Juntos tuvieron cinco hijos, tres varones y dos niñas. Philby no tuvo más hijos, ni con ella, ni de matrimonios posteriores. Aileen murió en 1957.
En 1959 Philby se casó en Beirut con Eleanor Brewer, una estadounidense que había estado previamente casada con un periodista también norteamericano que ella había conocido allí.
Después de que Philby desertase a la Unión Soviética en enero de 1963, Eleonor se le unió en Moscú, pero lo abandonó para regresar a los Estados Unidos. Finalmente ella murió en 1968. El libro de ella Kim Philby: The spy I loved [K.Ph.: El espía que amé] fue publicado durante ese tiempo.
Philby asimismo había comenzado un romance con la esposa estadounidense de Donald Mclean, Melinda Marling, hacia 1965. Ella abandonó a Maclean y se fue a vivir con Philby en 1968. No obstante sólo fueron amantes durante algún tiempo, sin llegar a casarse, y Philby la terminó abandonando por una mujer mucho más joven, llamada Rufina Pújova, con quien se casó en 1971. Rufina, fallecida en 2021, es la coautora del libro La vida privada de Kim Philby: Sus años en Moscú, editado durante el año 2000.

## Cronología
- 1912 Nace en la India, todavía bajo el dominio colonial británico.

- 1919 Comienza a concurrir a la escuela primaria de Aldro, en Eastbourne.

- 1924 Pasa a la Westminster School.

- 1929 Ingresa en el Trinity College, en la prestigiosa ciudad universitaria de Cambridge, a la edad de 17 años.

- 1930 Guy Burgess, quien años después sería un espía ideológicamente afín a la URSS y al propio Philby, llega a Trinity procedente de Eton.

- 1931 Se une a la Sociedad Socialista de la Universidad de Cambridge (SSUC). Philby se convierte en un socialista cada vez más "ardiente y fervoroso", pero todavía sabe ser lo suficientemente discreto al respecto. El gobierno laborista de Ramsay MacDonald es derrotado el 27 de octubre. Después de haber rendido aproximadamente un tercio de sus exámenes de historia, cambia de carrera a economía.

- 1932 Se convierte en tesorero de la SSUC.

- 1933 Abandona Cambridge ya como un "comunista convencido", con un título en economía. Luego parte hacia Viena, donde el canciller, el doctor Engelbert Dollfuss, estaba preparando su primer golpe (putsch) en febrero de 1934. Philby se convierte en un espía al servicio de la Unión Soviética.

- 1934 Choques callejeros entre el gobierno austríaco y los socialistas en Viena. El 24 de febrero Philby se casa con Alice (Litzy) Friedmann (nacida Kolhmann). En mayo, poco después de la caída del movimiento socialista en Viena, regresa a Inglaterra junto a su flamante esposa. También comienza a trabajar como el sub-editor de una revista mensual "liberal", y se une, junto a Guy Burgess, a la Liga de Amistad Anglo-Alemana (Philby participaba de esa revista pro-hitleriana con el apoyo de fondos nazis). Para cubrir su trasfondo comunista, también realizó visitas repetidas a la Alemania nazi. En Berlín se encontró con el ministro alemán de propaganda y con el entonces ministro germano de relaciones exteriores, Joachim von Ribbentrop.

- 1937 En febrero, Philby llega a España para informar sobre la guerra civil que había estallado el año anterior. Lo haría pretendidamente desde la perspectiva franquista. El 20 de mayo de ese año se convirtió en corresponsal de The Times ante las fuerzas del general Francisco Franco.

- 1938 Condecorado con la "Cruz Roja del Mérito Militar" por Francisco Franco personalmente.

- 1939 En julio de ese año, abandona España para convertirse en corresponsal de guerra del periódico The Times, instalándose en el cuartel británico de Arras.

- 1940 En junio, después de la evacuación de las fuerzas británicas del continente europeo, regresa a Gran Bretaña. Reclutado por el Servicio Secreto Británico y vinculado a la Sección D del SIS, jerárquicamente subordinado a su compañero Guy Burgess. Asignado a una escuela dedicada al adiestramiento en técnicas encubiertas, más tarde transferido al personal de enseñanza de un nuevo establecimiento (ubicado en Beaulieu, condado de Hampshire) dedicada al entrenamiento general en técnicas de sabotaje y subversión.

- 1941 Transferido al MI6, Sección V. Philby se hizo cargo de la subsección ibérica, la cual, como su nombre lo indica, era la responsable de la realización de tareas de espionaje del Reino Unido tanto en España como en Portugal. También durante ese año entrenó a James Jesus Angleton en las técnicas y "estrategias" del (contra)espionaje.

- 1941 Comienza a vivir junto a Aileen Furse, quien luego sería su segunda esposa. Norman Pearson, el jefe de la estadounidense OSS (Office of Strategic Services, antecesora de la CIA) llega a Londres para establecer formalmente un enlace con los servicios secretos británicos. El área de responsabilidad asignada a Philby crecería, incluyendo el espionaje en el Norte del África y en Italia, operando bajo las por entonces recientemente formadas unidades de contraespionaje.

- 1943 La Sección V se muda desde St. Albans a Londres, llevando a Philby más cerca de los centros de poder.

- 1944 Afortunadamente para él, es nombrado jefe de la recientemente creada Sección IX, destinada a operar clandestinamente contra el comunismo y la Unión Soviética.

- 1945 En septiembre, pocos meses después de la finalización de la Segunda Guerra Mundial en los dos frentes de batalla europeos, el espía soviético Konstantín Vólkov (quien operaba desde la embajada de la URSS en la capital turca de Ankara) compromete seriamente la posición de Philby, al ofrecerse para desertar a Occidente y proveer los nombres de dos agentes soviéticos infiltrados en el Foreign Office (ministerio de relaciones exteriores británico) y en los servicios secretos del MI6 (en este último caso muy probablemente se trataba del propio Philby). La oferta es enviada a Philby, como cabeza de la Sección IX, de contrainteligencia antisoviética. Poco tiempo después, Vólkov es consiguientemente secuestrado por agentes soviéticos, y luego llevado al lúgubre cuartel general de la Lubianka en Moscú, donde fue brutalmente interrogado y sumariamente ejecutado.

- 1946 Toma una asignación de campo, oficialmente bajo la cubierta diplomática como Primer Secretario de la embajada del Reino Unido en Turquía, pero en realidad como jefe de la estación del MI6 (servicio británico de inteligencia exterior) en ese país asiático.

- 1946 En diciembre, se divorcia de su primera esposa, Litzi. Luego se casa con Aileen Furse.

- 1949 Se convierte en representante o delegado del MI6 en Washington D. C., como oficial superior del servicio secreto británico que oficiaría de enlace con la Oficina Federal de Investigaciones (FBI) y la por entonces recientemente creada Agencia Central de Inteligencia (CIA). Ocasionalmente, visita Arlington Hall para discutir acerca del entonces ultrasecreto proyecto Venona, destinado a la intercepción y, sobre todo, a la decodificación de mensajes diplomáticos soviéticos clasificados. Es más, regularmente recibe copias de sumarios o resúmenes de las traducciones del proyecto Venona como parte de sus tareas oficiales. Forma parte de un comité de política especial (Special Policy Committee), que dirige el fracasado intento anglo-estadounidense de infiltrar agentes anticomunistas dentro de Albania y de derrocar al por entonces reciente régimen estalinista de Enver Hoxha.

- 1950 Guy Burgess llega a Washington, asignado como segundo secretario de la embajada británica en los Estados Unidos, y Philby pronto lo invita a quedarse en su propia casa.

- 1951 Philby se entera de la cada vez más ajustada red de sospechas oficiales sobre el diplomático del Foreign Office y agente o "espía nuclear" soviético Donald Maclean, cuya posición en la embajada británica al fin de la guerra lo había llevado a ser el secretario adjunto del Comité Conjunto de Política sobre Energía Atómica. El creciente alcoholismo de Guy Burgess hace que el embajador Franks lo quite de su puesto y lo mande de regreso a Inglaterra. No obstante, el 25 de mayo Burgess y Donald Maclean, con la ayuda de Kim Philby (según se sabría después) escapar a la Unión Soviética a través del mar Báltico. Philby, por su parte, es citado a Londres para ser interrogado. Además se le pide que renuncie al servicio de inteligencia exterior del MI6.

- 1952 En el verano (boreal) tiene lugar un juicio secreto en el que Philby sufre interrogatorios acerca de sus supuestas (y años después confirmadas) actividades como agente de inteligencia al servicio de la Unión Soviética.

- 1955 El gobierno británico publica un informe (white paper) sobre el caso Burgess-Maclean. Asimismo, para el 25 de octubre estaba prevista una comparecencia parlamentaria en torno al "tercer hombre" (que poco más de siete años más tarde resultaría ser el propio Philby). Harold Macmillan, el entonces ministro de relaciones exteriores (y posterior primer ministro), declara que no existe evidencia (sólida) de que Philby haya afectado los intereses del Reino Unido. No obstante, el servicio de inteligencia extranjera del MI6 lo despide debido a su asociación con Burgess.

- 1956 En septiembre el servicio secreto británico dispone que Philby trabaje como corresponsal del periódico The Observer en Beirut, así como también para The Economist. Pero ese mismo año, Dick White, que sospechaba que Philby era un agente al servicio de la Unión Soviética, se convierte en la cabeza visible del MI6.

- 1957 Aileen, la segunda esposa de Philby, fallece.

- 1958 Se casa con Eleanor Brewer.

- 1962 Desenmascaramiento de George Blake por parte de un desertor polaco. Debido a eso, el propio Philby es identificado como un agente al servicio de la URSS.

- 1963 El 23 de enero de ese año, Philby desaparece en Beirut. La Unión Soviética rápidamente anuncia que le concedía asilo político. El 3 de marzo siguiente, su esposa Eleanor recibe un telegrama de él sellado en El Cairo, Egipto. El tres de junio el periódico soviético Izvestia ("Noticias") dice haberlo hallado junto al imán de Yemen. El 1 de julio el gobierno británico finalmente admite públicamente que Philby habría trabajado como un agente soviético desde 1946, y lo identifica como el hasta ese momento escurridizo y faltante tercer hombre.[27]

- 1965 Es despojado de su orden del imperio británico (OBE), debido a haber sido revelada, dos años antes, su condición como agente doble soviético.

- 1965 Condecorado con la "Orden de la Bandera Roja", uno de los más altos honores de la Unión Soviética.

- 1965 Su esposa Eleanor abandona Moscú y regresa a los Estados Unidos. Philby comienza entonces un romance con la esposa del también desertor británico Donald Maclean, Melinda.

- 1968 Fallece su esposa Eleanor.

- 1971 Se casa con Rufina Pújova en Moscú.

- 1988 Muere en la todavía capital soviética a la edad de 76 años.

- 1991 Aparecen fotografías no documentadas de Philby, tomadas por el Mossad (servicio secreto israelí), durante la estancia de aquel en Beirut.

## Philby en la cultura popular

### Literatura
- La novela Declare de Tim Powers se basa parcialmente en algunos aspectos oscuros y no explicados de la vida de Philby, en la cual el autor provee de un "contexto sobrenatural" como base de su comportamiento que lo lleva a la traición.
- En la novela de Ted Allbeury The other side of silence ("El otro lado del silencio", 1981) Philby, ya envejecido y hacia el final de su vida, pide regresar a Gran Bretaña.
- La novela de Frederick Forsyth The fourth protocol (El cuarto protocolo) muestra a un anciano Kim Philby aconsejando al líder soviético de ese momento, acerca de un complot para intentar influir en las elecciones británicas de 1987. Al final se muestra como un agente triple o un agente doble falso.
- La novela The company, escrita por Robert Littell, muestra a Philby como confidente del antiguo jefe del contraespionaje James Angleton.
- La novela de Graham Greene The human factor, explora algunos aspectos y facetas de la historia de Philby, quien fuese su amigo.
- Las novelas de William F. Buckley junior ("hijo") Spytime: The undoing of James Jesus Angleton y Last call for Blackford oakes.
- La novela The passenger, escrita por Chris Petit.
- La novela de John le Carré Tinker, tailor, soldier, spy (Calderero, sastre, soldado, espía, también llevada a la televisión en una miniserie de la BBC) se basa en la caza o búsqueda de un agente soviético caracterizado a partir de la biografía de Philby.
- La novela Fox at the front (Zorro en el frente), de Douglas Niles y Michael Dobson, muestra a Philby vendiendo secretos a la Unión Soviética en la célebre batalla de Las Ardenas (Battle of the Bulge en inglés) de 1944, durante la cual —en la ficción— el legendario mariscal decampo alemán Erwin Rommel se vuelve contra el régimen nazi y asiste a los aliados en la captura de Berlín. En la obra, Philby es descubierto y muerto por miembros de la contrainteligencia británica del MI5 antes de que pueda vender secretos de la bomba atómica a la Unión Soviética. Los agentes pretenden hacer pasar su fallecimiento como consecuencia de un ataque cardíaco.
- La novela The other woman (La otra mujer), de Daniel Silva, en la que la historia y la figura de Kim Philby sirven como escenario y origen de una trama de espionaje actual.

### Cine y televisión
- Cambridge spies, un drama de 2003 de la BBC en cuatro partes o capítulos, con Toby Stephens como Kim Philby, Tom Hollander como Guy Burgess, Rupert Penry-Jones como Donald Maclean, y Samuel West haciendo de Anthony Blunt. La serie es narrada a partir del punto de vista de Philby, haciendo recuento de sus vidas y aventuras desde sus días en Cambridge en los años 30, y durante la Segunda Guerra Mundial, hasta la deserción de Burgess y Maclean in 1951.
- La película de 2005 A different loyalty (Una lealtad diferente) es un recuento no atribuido del libro Kim Philby: The spy I loved (K. Ph.: el espía que yo amé), pero tomado de él. La película recrea el romance y matrimonio de Philby con Eleanor Brewer durante su estadía en Beirut y su final deserción a la Unión Soviética a finales de enero de 1963. Los nombres de todos los personajes, incluyendo los de los principales, fueron cambiados y el filme se torna muy especulativo hacia el final del mismo.
- En la película de 1987 The fourth protocol (El cuarto protocolo), con las actuaciones de Michael Caine y de Pierce Brosnan, el personaje de Kim Philby es representado por Michael Bilton. En abierta contradicción con lo que efectivamente sucedió en los hechos históricos reales, Philby es asesinado por el KGB en la escena inicial.
- Se dice que el personaje de Harry Lime del filme de 1949 The third man (El tercer hombre) estuvo basado en la vida de Kim Philby, pero el escritor y novelista Graham Greene negó eso en vida. No obstante, sería irónico que tan solo unos pocos años después el mismo Philby fuese sospechoso de haber sido el «tercer hombre» en el caso o escándalo de espionaje que había involucrado a Guy Burgess y a Donald Maclean como sus dos protagonistas principales.
- La película de 2006 The good shepherd (El buen pastor) es una recreación ficticia de la vida del agente de la CIA James Jesus Angleton. En el filme, el agente Arch Cummings del MI6, representado por Billy Crudup, se basa muy vagamente en Philby.
- Traitor, un teleteatro (obra teatral adaptada para la televisión), está basada también vagamente en la vida de Philby.
- El ensayo de Joseph Brodsky Collector's ítem, dentro de su libro de 1996 On Grief and Reason (Sobre el dolor y la razón), contiene una conjeturada descripción de la carrera de Philby, así como especulaciones acerca de sus motivaciones y pensamientos generales sobre el espionaje y la política.

El título del ensayo hace referencia a un sello postal conmemorativo de Philby, emitido en la antigua Unión Soviética a finales de la década de 1980.
- En la miniserie en tres capítulos del canal TNT The Company, producida por Ridley Scott, Tony Scott y John Calley. En ella, Philby es representado por Tom Hollander.

### Música
- "Philby" por Rory Gallagher (en su álbum de 1979 Top Priority) en los que traza paralelos entre la vida de Philby y la suya propia en las carreteras.
- La canción "Jack the lad" ("Jack el muchacho") del dúo electrónico Pet Shop Boys tiene unas cuatro líneas que específicamente hacen referencia a Kim Philby. Está disponible en el álbum Alternative (1995).
- Philby, un musical que no llegó a representarse nunca, escrito por Katie Baldwin (libro y letras) y Alan Moon (música).
- "Kim Philby", por la ya desaparecida banda canadiense (de Vancouver) Terror of tiny town, es un renarración, en un estilo tipo polca, de algo de la historia de Philby.
- La canción "Up on the catwalk" ("Arriba en la pasarela"), del grupo pop Simple Minds (en su álbum de 1984 Sparkle in the rain —"chispa en la lluvia") hace referencia a Kim Philby.

## Lectura adicional
- Patrick Seale y Maureen McConville,Philby: The long road to Moscow ("Philby: La larga ruta hacia Moscú"), Hamish Hamilton, Londres, 1973.
- Genrikh Borovik (Introducción o prefacio por Phillip Knightley.), The Philby files ("Los archivos de Philby"), 1994, Little, Brown & Company Limited, Canadá, ISBN 0-316-91015-5.
- Phillip Knightley, Philby: KGB Masterspy ("Philby: Maestro de espías del KGB"), Andre Deutsch Ltd, Londres, 2003, ISBN 0-233-00048-8.
- Phillip Knightley, The second oldest profession: Spies and spying in the Twentieth Century ("La segunda profesión más vieja: Espías y espionaje en el siglo XX"), W.W. Norton & Company, Londres, 1986.
- Kim Philby (Introducción o prefacio por el escritor Graham Greene, en su momento amigo de Philby), My silent war ("Mi guerra silenciosa"), published by Macgibbon & Kee Ltd, Londres, 1968 (o alternativamente Granda Publishing, ISBN 0-586-02860-9).
- Bruce Page, David Leitch y Phillip Knightley, Philby: The spy who betrayed a generation ("Philby, el espía que traicionó a una generación"), André Deutsch Ltd., Londres, 1968.
- Richard Beeston, Looking for trouble: The life and times of a foreign correspondent ("Buscando problemas: La vida y tiempos de un corresponsal extranjero"), Brassey's, Londres, 1997.
- Desmond A. Bristow. A Game of moles ("Juegos de topos"), Little Brown & Company, Londres, 1993.
- Miranda Carter y Anthony Blunt: His lives ("Sus vidas"), Farrar, Strauss and Giroux, Nueva York, 2001.
- Anthony Cave Brown (alias "C"), The secret life of sir Stewart Graham Menzies, Spymaster to Winston Churchill, Macmillan, Nueva York, 1987.
- John Fisher, Burgess and Maclean, Robert Hale (editor), Londres, 1977.
- S. J. Hamrick,Deceiving the deceivers ("Engañando a a quienes engañan"), Yale University Press, New Haven, 2004.
- Malcolm Muggeridge, The infernal grove: Chronicles of wasted time ("La arboleda infernal: Crónicas del tiempo perdido"), número 2, William Morrow & Company, Nueva York, 1974.
- Barrie Penrose y Simon Freeman, Conspiracy of silence: The secret life of Anthony Blunt ("Conspiración de silencio: La vida secreta de A. B."), Farrar Straus Giroux, Nueva York, 1986.
- Nigel West (compilador), The Guy Liddell diaries: Vol. I: 1939-1942, Routledge, Londres, 2005.
- Nigel West y Oleg Tsarev, The Crown jewels: The British secrets at the heart of the KGB archives ("Las joyas de la Corona: Los secretos británicos en el corazón del KGB"), Yale University Press, New Haven, 1998